# Aringay
Aringay ist eine Stadtgemeinde am Golf von Lingayen in der philippinischen Provinz La Union. Im Osten grenzt es an die Provinz Benguet.

## Klima
Die Stadt im Norden von Luzón hat ein typisches Monsunklima mit einer Trockenzeit von November bis April und einer Regenzeit von Mai bis Oktober.

## Wirtschaft
Die Menschen von Aringay leben hauptsächlich vom Reis-, Obst- und Tabakanbau.
Nur Wenige leben vom Tourismus.

## Geschichte
Aringay ist ein alter Ort und war bereits vor der Kolonialzeit als Alingay oder Alinguey bekannt. Als die spanischen Siedler im späten 16. Jahrhundert in Aringay ankamen, fanden sie Pangasináns vor, die mit den Ilocanos und mit den Ifugaos Handel trieben. Ebenso hatten sie zu Händlern aus China, Japan und Südostasien Kontakt. Die Gemeinde war schließlich ein Teil der spanischen Kolonien und die Augustiner missionierten die Bevölkerung zum römisch-katholischen Glauben.
Aringay blieb bis zum 18. April 1854 ein Teil der Provinz Pangasinan. Dann wurde der nördlichen Gebiete von der Provinz und die südlichen Gebiete von Ilocos Sur vereinigt, wodurch die neue Provinz La Union entstand. Im 18. und 19. Jahrhundert zogen immer mehr Ilocanos nach Süden und am Ende des 19. Jahrhunderts lebten hauptsächlich Ilocanos in Aringay.
In der Stadt gab es immer wieder während der vierjahrhundertlangen Herrschaft der Spanier, Amerikaner und Japaner Aufstände. Blutige Konfrontationen wurden von Revolutionären wie Diego Silang und Gabriela Silang während der spanischen Besetzung in Gang gesetzt. Später folgten im Philippinisch-Amerikanischen Krieg Aufstände durch Rebellen und während des Zweiten Weltkriegs zerstörten Japaner die ländlichen Baranggays von Aringay.
Eine entscheidende Schlacht fand am Aringay River statt, als amerikanische Truppen die Partisanen der Ilocano niederschlugen. Von 1901 ab war die Provinz La Union schließlich in der Hand der Amerikaner.
Die Japaner griffen Aringay im Dezember 1941 an und richteten viele Aringayenos während ihres Rückzuges von 1945 bis 1946 brutal hin.

## Baranggays
Aringay ist in folgende 24 Baranggays aufgeteilt:
- Alaska
- Basca
- Dulao
- Gallano
- Macabato
- Manga
- Pangao-aoan East
- Pangao-aoan West
- Poblacion
- Samara
- San Antonio
- San Benito Norte
- San Benito Sur
- San Eugenio
- San Juan East
- San Juan West
- San Simon East
- San Simon West
- Santa Cecilia
- Santa Lucia
- Santa Rita East
- Santa Rita West
- Santo Rosario East
- Santo Rosario West

## Persönlichkeiten
- Diego Silang
- Gloria Diaz